# Laghi dell'Irlanda
L'articolo presenta una lista dei laghi che si trovano in Irlanda con una certa importanza geografica, geologica o storica. Nella tabella sono riportati i laghi principali in ordine di dimensione. La parola lough deriva dall'antico irlandese e significa lago. È l'equivalente dello scozzese loch.
In Irlanda ci sono oltre 12.000 laghi. Il principale è il Lough Neagh che si trova in Irlanda del Nord. Il lago principale della Repubblica di Irlanda è il Lough Corrib, secondo lago dell'isola.
I laghi parzialmente o completamente situati in Irlanda del Nord sono contrassegnati da un asterisco (*).

## Principali laghi dell'Irlanda
I principali laghi irlandesi (in ordine di superficie) sono:
| N. | Lago                  | Sup. (km²) | Prof. media (m) | Prof. massima (m) | Volume x 106m3 | Sviluppo costiero (km) | Contea/Contee                                       |
| -- | --------------------- | ---------- | --------------- | ----------------- | -------------- | ---------------------- | --------------------------------------------------- |
| 1  | Lough Neagh*          | 396        | 9.0             | 25                | 3,528          | 186                    | Antrim, Down, Armagh, Tyrone, Contea di Londonderry |
| 2  | Lough Corrib          | 176        | 6.5             | 50.9              | 1,158          | 392                    | Galway and Mayo                                     |
| 3  | Lough Derg (Shannon)  | 130        | 7.6             | 36                | 988            | 229                    | Tipperary, Clare e Galway                           |
| 4  | Lower Lough Erne*     | 109        | 11.9            | 69                | 1,300          | 270                    | Fermanagh                                           |
| 5  | Lough Ree             | 105        | 6.2             | 35                | 651            | 192                    | Roscommon, Longford e Westmeath                     |
| 6  | Lough Mask            | 83         | 15.0            | 58                | 1,300          | 192                    | Mayo e Galway                                       |
| 7  | Lough Conn            | 50         | 7.0             | 34                | 350            | 108                    | Mayo                                                |
| 8  | Lough Allen           | 35         | 10.9            | 42.7              | 391            | 53                     | Leitrim e Roscommon                                 |
| 9  | Upper Lough Erne*     | 34         | 2.3             | 27                | 79             | 255                    | Fermanagh                                           |
| 10 | Lough Melvin*         | 23         | 7.8             | 44                | 175            | 54                     | Fermanagh e Leitrim                                 |
| 11 | Lough Leane           | 20         | 13.4            | 60                | 269            | 51                     | Kerry                                               |
| 12 | Poulaphouca Reservoir | 20         | 6.8             |                   | 135            | 64                     | Wicklow                                             |
| 13 | Lough Sheelin         | 19         | 4.4             | 15                | 83.6           | 36                     | Westmeath, Cavan, Meath                             |
| 14 | Lough Carra           | 16         | 1.8             | 18                | 28.8           | 75                     | Contea di Mayo                                      |

Il Muckross Lake (lago centrale dei Killarney lakes) è il lago più profondo, con una profondità massima di 75 metri.
(Volume = Area moltiplicata per profondità media)

## Laghi d'acqua dolce
- Lough Allen, Leitrim
- Lough Arrow, Sligo

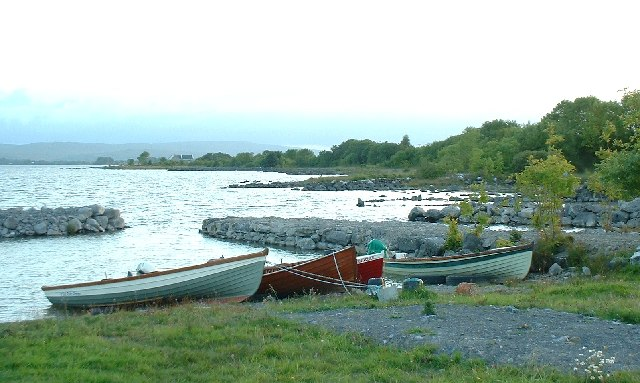
Pescherecci a Inchiquin, Lough Corrib.

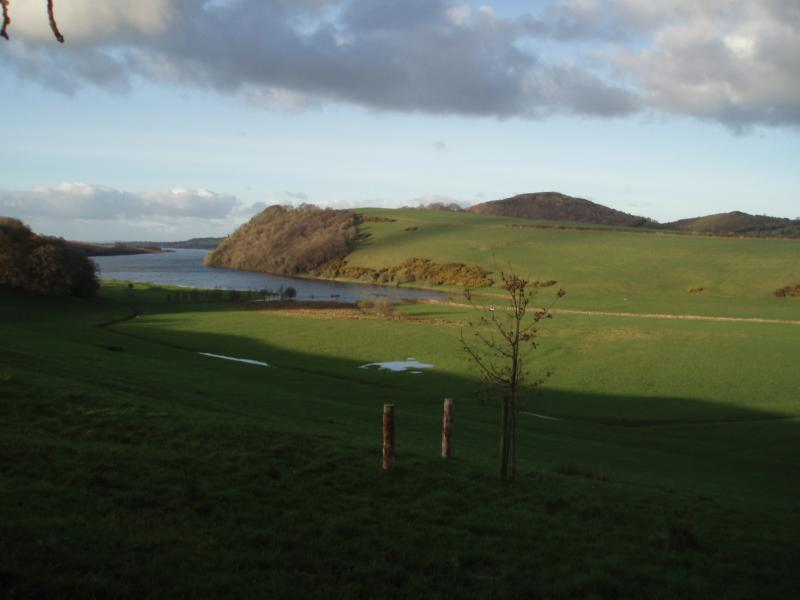
Lough Derravaragh e Knockeyon

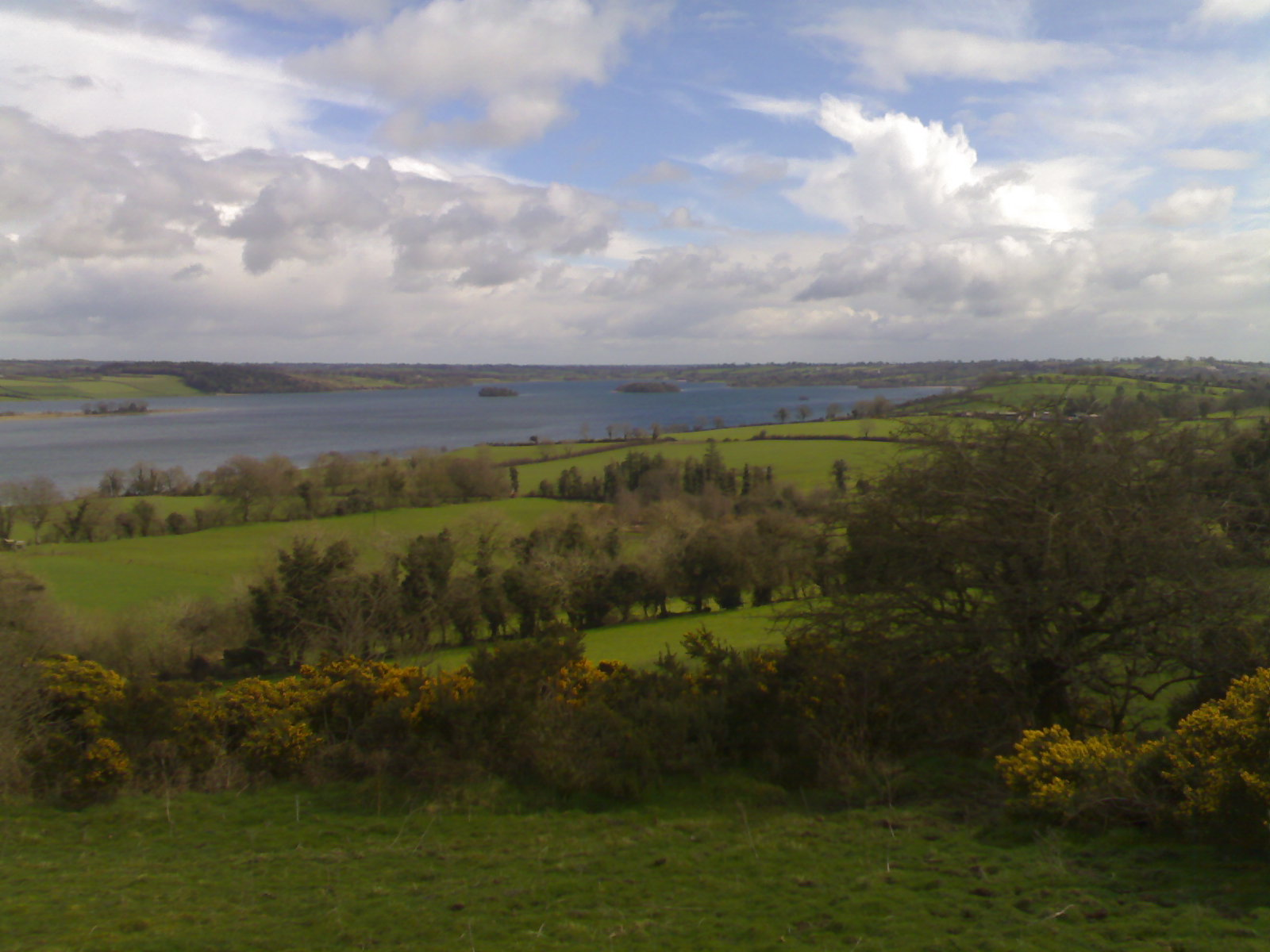
Lough Lene e l'isola Turgesius

- Lough Boderg, tra le contee di Roscommon e di Leitrim
- Lough Carra, Mayo
- Lough Conn, Mayo
- Lough Corrib, Galway, il secondo lago più grande dell'isola d'Irlanda e il più grande della Repubblica d'Irlanda
- Lough Cullin, Mayo
- Lough Dan, Wicklow
- Lough Derg (Galway), contee di North Tipperary, Galway, Clare
- Lough Derg (Donegal), Donegal
- Lough Derravaragh, Westmeath
- Lough Drumharlow, Roscommon
- Lough Ennell, Westmeath
- Lough Erne, Fermanagh
- Lough Forbes, tra le contee di Roscommon e Longford
- Lough Gara, Sligo
- Lough Gill, Sligo
- Lough Gur, Limerick
- Lough Key, Roscommon
- Laghi di Killarney, tra cui il Lough Leane, Kerry
- Lough Lene, Westmeath
- Lough Mask, Mayo
- Lough Melvin, alla frontiera tra Leitrim e l'Irlanda del Nord
- Lough Neagh, Irlanda del Nord, lago più grande d'Irlanda e di tutte le Isole britanniche
- Lough Oughter, Cavan
- Lough Owel, Westmeath
- Lough Ramor Cavan
- Lough Ree, tra le contee di Westmeath, Longford e Roscommon
- Lough Rynn, Contea di Leitrim
- Lough Sheelin, tra le contee di Westmeath, Cavan e Meath
- Lago Superiore di Glendalough, Wicklow
- Lago Inferiore di Glendalough, Wicklow

## Baie chiamate tradizionalmente laghi
- Belfast Lough
- Carlingford Lough
- Lough Foyle
- Larne Lough
- Lough Swilly, Donegal
- Lough Hyne
- Strangford Lough
- Loch an Aibhnín, Galway
- Dundrum Bay (Loch Rudhraighe)
- Galway Bay (Loch Lurgain)
- Roaringwater Bay (Loch Trasna)
- Estuario dello Shannon (Loch Luimnigh)
- Lough Mahon
- Lough Beg
- Castlemaine Harbour (Loch na dTrí gCaol)
- Wexford Harbour (Loch Garman)